# Bahnhof Wittmund
Der Bahnhof Wittmund ist eine Betriebsstelle der Ostfriesischen Küstenbahn in der Stadt Wittmund des gleichnamigen Landkreises in Niedersachsen.

## Lage
Der 1883 als Bahnhof eröffnete Haltepunkt befindet sich im Nordosten der Stadt Wittmund in Ostfriesland, in naher Umgebung befindet sich das Ufer der Harle. Er liegt im Verbundgebiet des Verkehrsverbundes Ems-Jade. Das Bahnhofsgebäude selbst befindet sich in Privatbesitz.
1899 kam die schmalspurige Kleinbahn Leer–Aurich–Wittmund hinzu. Im Zweiten Weltkrieg bis Ogenbargen umgespurt, wurde diese 1951 stillgelegt.

## Kleinbahnhof
Der 1899 in Betrieb genommene Kleinbahnhof lag südlich der Staatsbahn gegenüber des Empfangsgebäudes. Das Bahnhofsgebäude der Kleinbahn existiert heute noch. Außerdem gab es einen Lokschuppen, Anlagen für den Güterverkehr, Umladegleise und eine Rollbockgrube. 1940 wurden die Schmalspurgleise entfernt und dafür Normalspurgleise bis Wittmundhaven verlegt. Auf dem Kleinbahnareal entstanden Ladegleise für den Güterverkehr. Nach dem Zweiten Weltkrieg wurde noch bis 1951 Personenverkehr durchgeführt, die Strecke dann stillgelegt und abgebaut.

## Verkehrsanbindung
Der Bahnhof liegt an der Ostfriesischen Küstenbahn und wird zudem durch die Regionalbuslinien 311, 313, 343 und 345 angefahren.

## Bedienung
| Linie | Betreiber    | Zuglauf                                                                | Takt        |
| ----- | ------------ | ---------------------------------------------------------------------- | ----------- |
| RB 59 | NordWestBahn | Esens – Burhafe – Wittmund – Jever – Schortens – Sande – Wilhelmshaven | Stundentakt |

Heute wird der Bahnhof primär im Schienenpersonennahverkehr (SPNV) bedient.
Am Bahnhof befindet sich eine Bike-and-Ride-Anlage.
Er liegt – bedingt durch seine Lage im Landkreis Wittmund – im Tarifgebiet des Verkehrsverbundes Ems-Jade, jedoch kommt dessen Tarif nur im Busverkehr, nicht aber im Schienenverkehr zur Anwendung; es gilt ebenso der Niedersachsentarif. Bedient wird der Bahnhof Wittmund mit Stand 2025 durch die Nordwestbahn GmbH.